# Heterotilapia
Heterotilapia ist eine aus zwei Arten bestehende Buntbarschgattung, die in Westafrika von Guinea-Bissau über Liberia (Saint John River) bis zur Elfenbeinküste vorkommt. Die Gattung hatte ursprünglich den Rang einer Untergattung innerhalb der paraphyletischen Gattung Tilapia und wurde 2013 durch Dunz und Schliewen in den Gattungsrang erhoben.

## Merkmale
Die beiden Arten der Gattung haben eine typische, mäßig hochrückige Buntbarschgestalt und erreichen Längen von 20 bzw. 30 cm. Beide zeigen ein Muster von dunklen und hellen, senkrechten Streifen, wobei die 7 bis 8 dunklen Streifen breiter sind als die hellen. Der Körper ist mit Rundschuppen bedeckt. 25 bis 27 liegen in einer mittleren Längsreihe. Wie alle Buntbarsche hat Heterotilapia zwei Seitenlinien. Weitere gattungstypische Merkmale sind der aus den zusammengewachsenen fünften Ceratobranchialen bestehende untere Schlundkiefer, der ebenso breit wie lang ist und einen vorderen Kiel aufweist, der kürzer oder genauso lang ist wie der bezahnte Bereich. Die hinten liegenden Schlundzähne sind zwei- oder dreispitzig, die mittleren breit und im Vergleich zu den seitlichen Zähnen molariform. Der erste Kiemenbogen trägt 13 bis 16 Kiemenrechen. In beiden Kiefern sind die Zähne der äußeren Zahnreihe zweispitzig, die der inneren Reihe mit kleinen dreispitzigen Zähnen besetzt. Die Rückenflosse wird von 14 bis 16 Hartstrahlen und 6 bis 8 unverzweigten Weichstrahlen gestützt. Sie zeigt einen typischen Tilapiafleck. Die Bauchflossen sind zugespitzt.
Heterotilapia sind Substratlaicher.

## Arten
- Zebra-Tilapie (Heterotilapia buttikoferi Hubrecht, 1883 Typusart)
- Heterotilapia cessiana (Thys van den Audenaerde, 1968)